# Isla Chanaco
Isla Chanaco, ibland Isla Cerro Grande, är en ö i Mexiko. Den ligger i östra delen av sjön Lago de Cuitzeo och tillhör kommunen Acámbaro i delstaten Guanajuato, i den södra delen av landet. Ön är bebodd och hade 67 invånare vid en folkmätning 2010.